# Wendell Lee Roelofs
Wendell Lee Roelofs (Orange City, Iowa, 26 de julho de 1938) é um bioquímico estadunidense.
Recebeu o Prêmio Wolf de Agronomia de 1982.